# Saikō
Saikō (japanisch 斉衡) ist eine japanische Ära (Nengō) von  Dezember 854 bis März 857 nach dem gregorianischen Kalender. Der vorhergehende Äraname ist Ninju, die nachfolgende Ära heißt Ten’an. Die Ära fällt in die Regierungszeit des Kaisers (Tennō) Montoku. 
Der erste Tag der Saikō-Ära entspricht dem 23. Dezember 854, der letzte Tag war der 19. März 857. Die Saikō-Ära dauerte vier Jahre oder 818 Tage.

## Ereignisse
- 856 Staatsmann Fujiwara no Nagara stirbt
- 857 Fujiwara no Yoshifusa wird zum Daijō Daijin (Großkanzler) ernannt